# Georges Chesneau
Pour les articles homonymes, voir Chesneau.
Georges Chesneau, né le 5 mai 1883 à Angers où il est mort le 6 novembre 1955, est un sculpteur français. 

## Biographie
Élève de Louis-Ernest Barrias et de Jules Coutan, Georges Chesneau expose au Salon des artistes français dès 1905 et y obtient une mention honorable en 1911 et une médaille de bronze en 1913. 
Il devient, à partir de 1921, professeur de dessin et de sculpture à l’École des beaux-arts d'Angers.

## Publication
- 1934 : Les œuvres de David d'Angers: sculpteur d'histoire et mémorialiste.